# بلوغ ریاضی
بلوغ ریاضی (به انگلیسی: Mathematical maturity) یک اصطلاح است که برای توصیف طرز تفکّر، بینش و عملکرد یک ریاضی‌دان در مواجهه با مسائل ریاضی بکار می‌رود. بلوغ ریاضی یک توانایی است که نمی‌توان مستقیماً آن را آموزش داد؛ امّا با ارتباط مکرر با ریاضیات، احتمالاً قابل دستیابی است.